# Ellie Diamond
Ellie Diamond, nome artístico de Elliot Haefner Glen (20 de dezembro de 1998), é uma artista drag escocês conhecida por ter competido na segunda temporada do programa televisivo RuPaul's Drag Race UK.

## Carreira
Começou a atuar como artista drag em 2015, em Dundee, onde, embora não exista uma comunidade drag já estabelecida, Ellie Diamond esperava poder iniciá-la. O seu nome drag deriva da versão feminina de seu nome de batismo, Elliot, e Diamond através de inspiração nas cantoras britânicas: Ellie Goulding, Marina and The Diamonds e Hannah Diamond. Utiliza os pronomes she/her enquanto performer de drag.
Em dezembro de 2020, após ser anunciada como uma das doze concorrentes que iria participar na segunda temporada da franquia britânica RuPaul's Drag Race UK, pediu a sua demissão do McDonald's onde exercia a tempo inteiro. 
Após a competição, que terminou como uma das finalistas, ficando em 4º lugar, foi fotografada e entrevistada para o períodico The Guardian, ao lado de Lawrence Chaney, Bimini Bon Boulash e Tayce, e, posteriormente, para a Vogue britânica. Em fevereiro de 2022, embarcou na digressão RuPaul's Drag Race UK: The Official Tour ao lado de todo o elenco da segunda temporada de RuPaul's Drag Race UK, em associação com a companhia World of Wonder e a promotora Voss Events.

## Filmografia

### Televisão
| Ano  | Título                | Papel       | Notas        |
| ---- | --------------------- | ----------- | ------------ |
| 2021 | RuPaul's Drag Race UK | Concorrente | 2ª temporada |

## Discografia

### Como artista convidada
| Título                                                              | Ano  | Álbum |
| ------------------------------------------------------------------- | ---- | ----- |
| "UK Hun?" (com o elenco RuPaul's Drag Race UK (versão Bananadrama)) | 2021 |       |
| "A Little Bit of Love" (com o elenco de 'RuPaul's Drag Race UK)     | 2021 |       |

## Teatro e Digressões
| Ano  | Título                                   | Promotor                      | Localização | Ref   |
| ---- | ---------------------------------------- | ----------------------------- | --- | ----- |
| 2021 | Drive Time Drag                          | The Parking Lot Social        | Newcastle, Bristol, Manchester, Liverpool, Birmingham, Aberdeen, Edimburgo e Glasgow | [ 8 ] |
| 2022 | RuPaul's Drag Race UK: The Official Tour | Voss Events / World of Wonder | Ipswich, Oxford, Edimburgo, Glasgow, Newcastle, Nottingham, Bournemouth, Southend, Manchester, Sheffield, Blackpool, Llandudno, Birmingham, Cardiff, Liverpool, Basingstoke, Portsmouth, Plymouth, Londres, Derby, Bristol, Bradford, Aberdeen, Southampton, Stockton, Brighton e Newport | [ 5 ] |